# Bouda
Bouda (arabisch: بودة) ist eine algerische Gemeinde in der Provinz Adrar mit 9938 Einwohnern. (Stand: 2008)

## Geographie
Bouda wird umgeben von Talmine (Provinz Timimoun) im Norden, von In Salah (Provinz In Salah) im Osten und von Ouled Ahmed Timmi (Provinz Adrar) im Süden.